# Torana

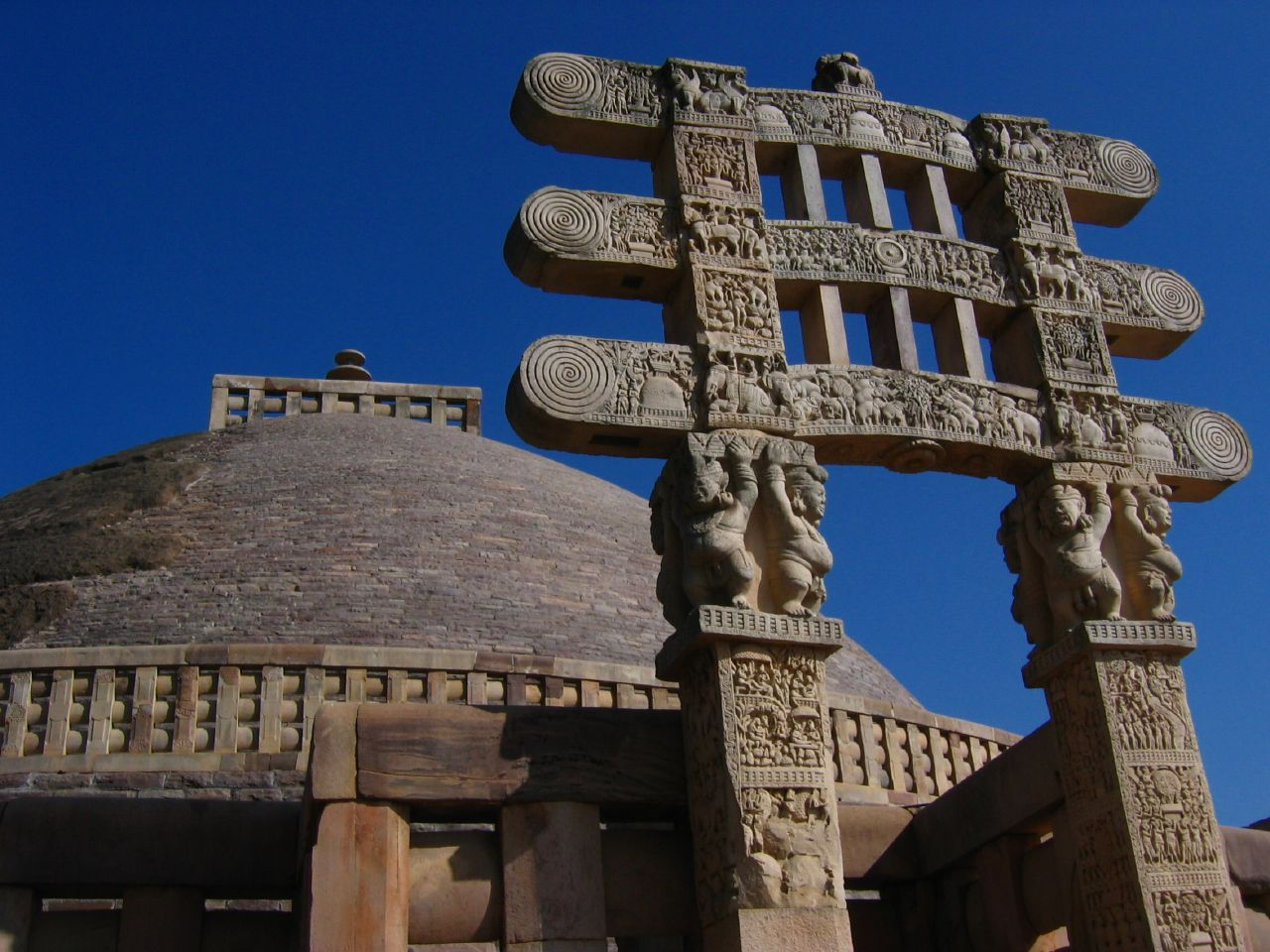
Torana przed stupą w Sańći

W architekturze buddyzmu  torana to brama o konstrukcji słupowo-belkowej, jedna z czterech prowadzących do stupy.